# Колодяжний (зупинний пункт)
Колодя́жний — пасажирський залізничний зупинний пункт Козятинської дирекції Південно-Західної залізниці розташований на двоколійній електрифікованій змінним струмом лінії Шепетівка — Бердичів.
Розташований біля села Колодяжне Романівського району Житомирської області між станціями Миропіль (6 км) та Печанівка (4 км).
На зупинному пункті зупиняються приміські поїзди.